# Helius (Helius) brunneus
Helius (Helius) brunneus is een tweevleugelige uit de familie steltmuggen (Limoniidae). De soort komt voor in het Neotropisch gebied.